# Diomede Borghesi
Diomede Borghesi (Siena, 1540 – Siena, 28 gennaio 1598) è stato un letterato italiano.

## Biografia
Borghesi studiò a Siena e venne bandito da Portoferraio. A Mantova fu il pupillo del cardinale Federico Gonzaga (1540-1565). Dopo la sua morte, visse in molte città italiane, tra Torino, Venezia e Roma, ma soprattutto a Padova. Conobbe Scipione Gonzaga con Sperone Speroni e Francesco Piccolomini (1520-1604).
Ferdinando I de' Medici, granduca di Toscana, fece di Borghesi il suo ciambellano nel 1588 e lo nominò nel 1590 alla neocostituita cattedra di lingua toscana dell'Università di Siena. Allo stesso tempo è stata la prima cattedra italiana per lingua italiana (successore: Celso Cittadini). Sotto il titolo Lettere discorsive (3 voll., Padova 1584, Venezia 1584 e Siena 1603) Borghesi pubblicò osservazioni disordinate sull'italiano, ma la sintesi annunciata non apparve mai. Come poeta Borghesi è oggi dimenticato.

## Altre opere
- Orazioni accademiche, ed. di Carlo Caruso, Pisa 2009.